# 上野精一

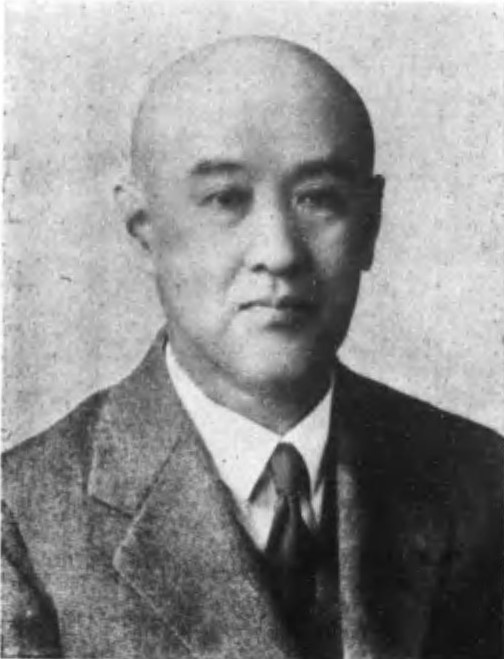
上野精一

上野 精一（うえの せいいち、1882年（明治15年）10月28日 - 1970年（昭和45年）4月19日）は、日本の新聞経営者。朝日新聞社社主。

## 来歴・人物
1882年、朝日新聞社社主・上野理一の長男として大阪市東区平野町に生まれる。北野中学校、第三高等学校を経て、東京帝国大学法科大学卒。大学院在籍のまま日本勧業銀行に入行するが、1910年に朝日新聞社に入社。営業部長、副社長を歴任。妻は九鬼隆義の娘の上野梅子(旧姓九鬼、琴の奏者として知られる。戒名は慈徳院殿仁讓琴室梅箏大姉)
村山龍平社長のもとに専務取締役、取締役会長を経て1933年に社長就任。廃止されていた主筆制を復活させる。1946年、全国中等学校野球連盟（現日本高等学校野球連盟（高野連））設立、初代会長に就任。全国高等学校野球選手権大会を朝日新聞社主催とする。翌1947年、公職追放を受ける（1951年追放解除）。1970年、87歳で死去。戒名は髙徳院殿禪機靈通精一大居士、墓所は、法然院。
公益財団法人仏教美術研究上野記念財団を設立し、仏教美術の研究に尽くした。
岳父は九鬼隆義、息子は元朝日新聞社社主の上野淳一。

## 系譜
上野理一（父、初代社主） - 上野精一（2代目社主） - 上野淳一（息子、3代目社主） - 上野尚一（孫、4代目社主）

## 著書

### 単著
- 『上野精一文集』朝日新聞社、1972年4月。

### 翻訳
- ベン・ジョンソン『新聞商会』角川書店〈角川文庫〉、1967年5月。

### 共訳
- J.ミルトン 著、石田憲次・吉田新吾共訳 訳『言論と自由 アレオパヂティカ』新月社〈英米名著叢書〉、1948年6月。
  - J.ミルトン 著、石田憲次・吉田新吾共訳 訳『言論の自由 アレオパヂティカ』岩波書店〈岩波文庫〉、1953年3月。